# Maja Tomanič-Vidovič
Maja Tomanič-Vidovič, slovenska ekonomistka, novinarka in političarka, * 26. junij 1972, Maribor.
Med 16. marcem 2000 in 13. decembrom 2000 je bila državna sekretarka Republike Slovenije na Ministrstvu za malo gospodarstvo in turizem Republike Slovenije.